# Suzuki Across

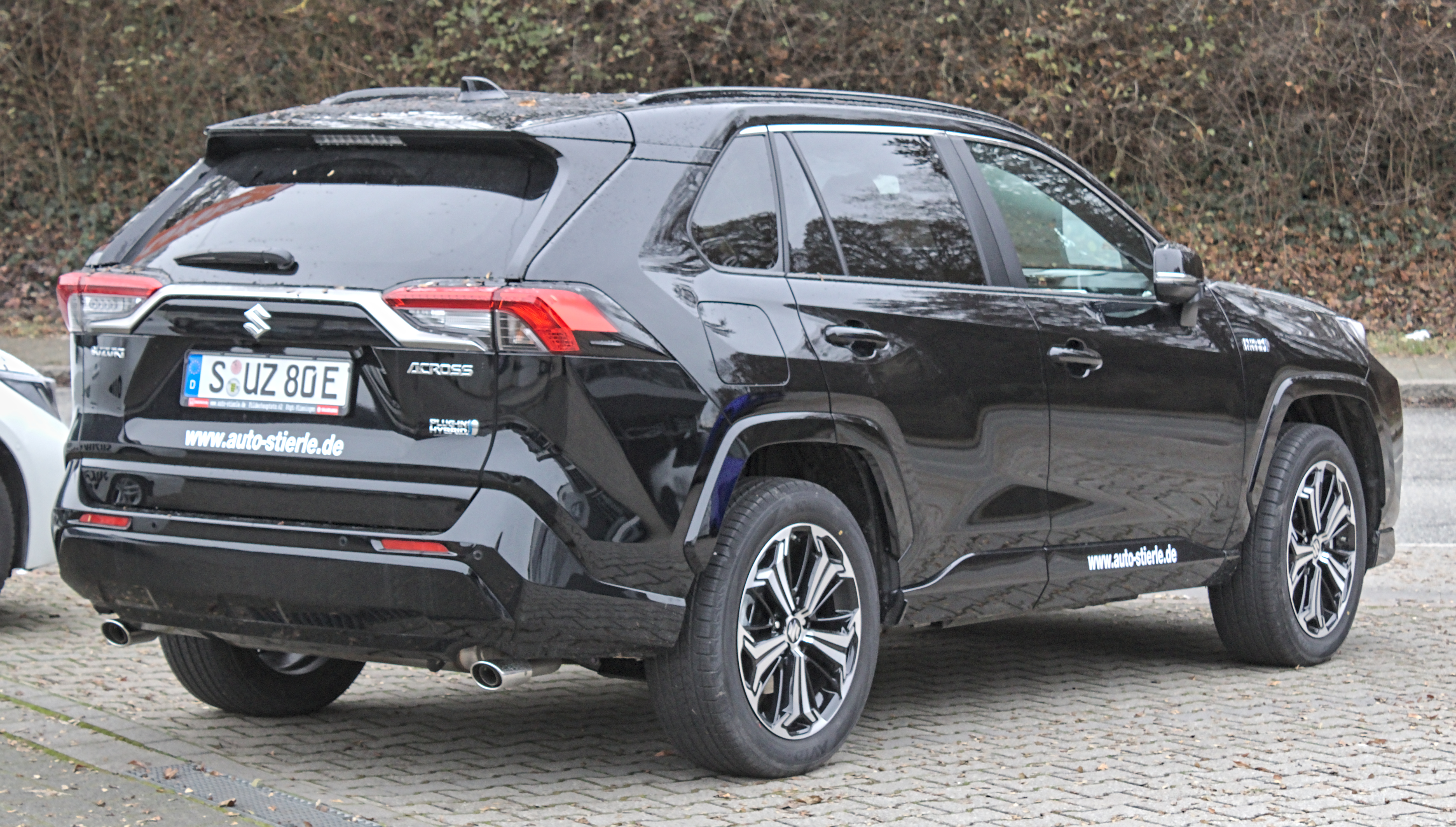
Vue de l'arrière

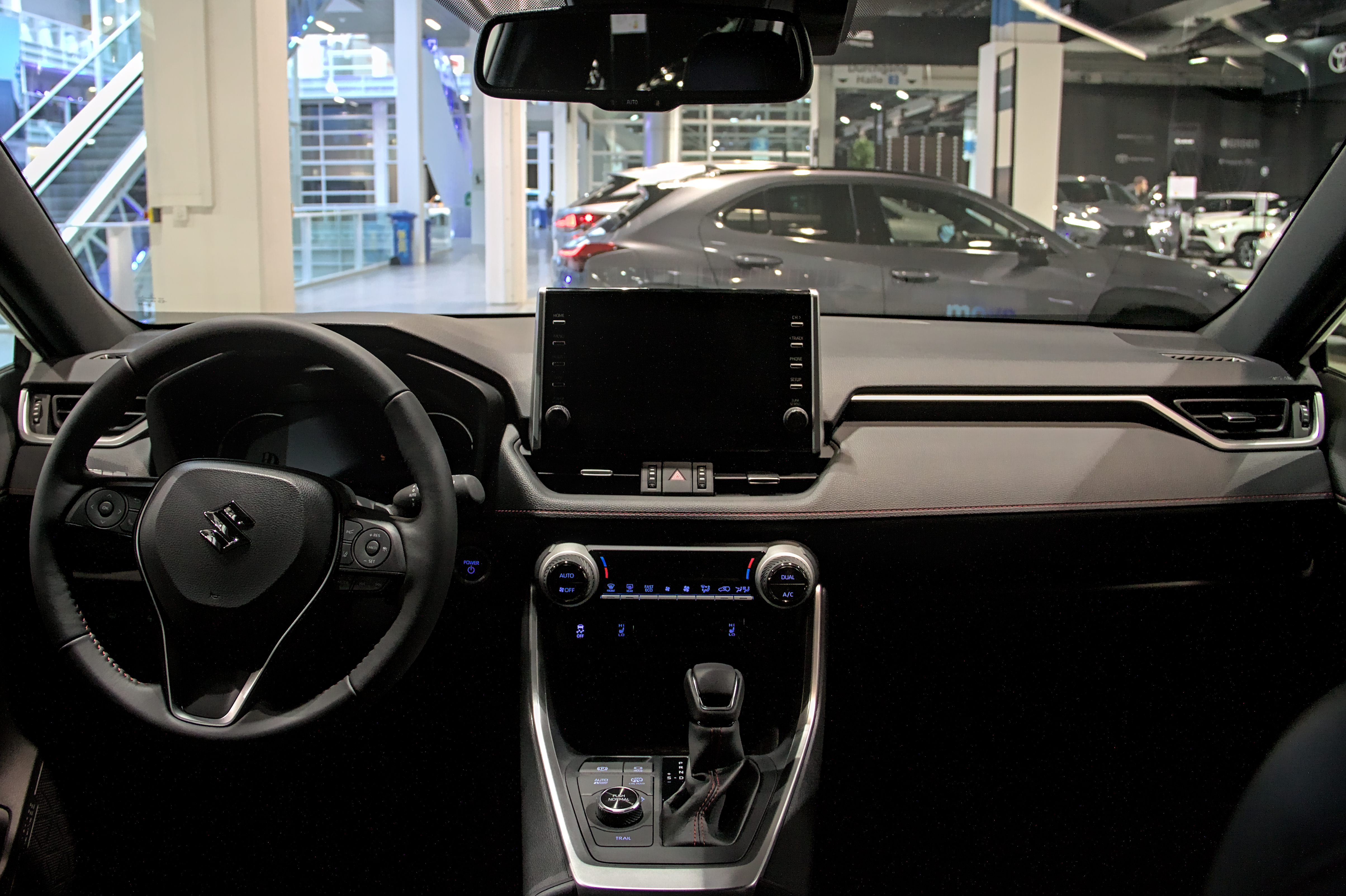
Intérieur

Le Suzuki Across est un SUV hybride rechargeable du constructeur automobile japonais Suzuki produit à partir de 2020. Il est le jumeau du Toyota RAV4 de cinquième génération.

## Présentation
Le Suzuki Across est dévoilée le 2 juillet 2020. 
Au début de la même année, Suzuki et Toyota ont conclu un accord commercial permettant à Suzuki d'utiliser la base de véhicules hybrides et hybrides rechargeables de Toyota pour créer de nouveaux modèles dans sa gamme. En échange, Suzuki fournit des véhicules à Toyota pour les marchés émergents. Le but de la démarche pour Suzuki est de faire baisser la moyenne d'émissions de CO2 de sa gamme européenne afin de se conformer avec la réglementation CAFE et ainsi éviter d'avoir à payer de lourdes amendes,.
En janvier 2023, il reçoit les mêmes modifications que le RAV4 : nouveau tableau de bord numérique de 12", écran d'infodivertissement agrandi, remplacement du chargeur monophasé standard de 3,3 kW par un dispositif de 6,6 kW.

## Caractéristiques techniques
Le SUV repose sur la plateforme technique modulaire TNGA GA-K (Toyota New Global Architecture) de Toyota.

### Motorisation
L'Across est dotée d'une motorisation hybride rechargeable constituée d'un 4-cylindres 2,5 litres essence atmosphérique de 136 kW (185 ch),
le Toyota A25A-FXS (en),
associé à deux moteurs électriques de 134 kW (182 ch) à l'avant et 40 kW (54 ch) à l'arrière pour une puissance cumulée de 225 kW (306 ch). Les moteurs électriques sont alimentés par une batterie lithium-ion d'une capacité de 18,1 kWh.
|                                                      | Suzuki Across |
| ---------------------------------------------------- | --- |
| Carburant                                            | Essence + Hybride rechargeable                                                                                              |
| Moteur                                               | 4-cylindres 2.5 |
| Admission                                            | Atmosphérique |
| Cylindrée (cm³)                                      | 2 487 |
| Puissance maximale kW (ch)                           | Thermique : 136 kW (185 ch) Électrique avant : 134 kW (182 ch) Électrique arrière : 40 kW (54 ch) Cumulée : 225 kW (306 ch) |
| Couple maximal (N·m)                                 | Thermique : 227 N·m Électrique avant : 270 N·m Électrique arrière : 121 N·m                                                 |
| Capacité de la batterie (kWh)                        | Nominale : 18,1 kWh Réelle (entre 12% et 90% de charge) : 14,1 kWh                                                          |
| Puissance de la batterie (kW)                        | Puissance motrice 113 kW (154 ch) Régénération (freinage) 50 kW                                                             |
| Boîte de vitesses                                    | À train épicycloïdal (e-CVT)                                                                                                |
| Transmission                                         | Traction ou intégrale |
| 0-100 km/h (en s)                                    | 6,0 |
| Vitesse maximale (en km/h)                           | 190 |
| Consommation (en ℓ/100 km) urbain/extra-urbain/mixte | |
| Émissions de CO2 (en g/km)                           | 22 |
| Masse à vide (kg)                                    | 2 030 |
| Capacité du réservoir (en L)                         | 55 |
| Norme environnementale                               | Euro 6d |

### Fonctionnement émission zéro
Tout comme son jumeau le Toyota RAV4 hybride rechargeable, et contrairement à plusieurs autres véhicules hybrides rechargeables, le Suzuki Across dispose pour la traction de deux moteurs électriques de forte puissance, ce qui lui permet de fonctionner avec de bonnes performances en mode électrique pur[C'est-à-dire ?], sans aucun préchauffage du moteur thermique. Pour rester en mode zéro-émission strict, le conducteur doit néanmoins s'abstenir de mettre en route le dégivrage et n'utiliser que le désembuage fort, qui met en jeu une pompe à chaleur ; il doit aussi éviter tout ralentissement fort du régulateur de vitesse, qui dépasse la capacité de régénération et démarre le moteur thermique comme frein-moteur au lieu d'activer les mâchoires de frein[réf. souhaitée].